# Puente de Golbardo
El puente de Golbardo es un puente en arco de hormigón, declarado Bien de Interés Cultural,
que se levanta sobre el río Saja uniendo las localidades de Barcenaciones y Golbardo, en el municipio de Reocín (Cantabria, España).
Fue construido entre 1902 y 1903 siguiendo un innovador sistema realizado por el ingeniero José Eugenio Ribera, que lo convertiría en uno de los primeros puentes de hormigón armado construidos en España y también, en el primero en emplear el sistema de armadura rígida portante como soporte del encofrado en España.

## Historia

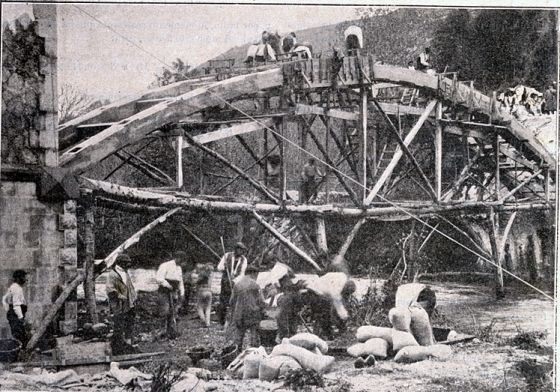
Obras del puente al terminarse el moldeo del arco.

La construcción fue costeada por Vletoriano Díaz y llevada a cabo entre 1902 y 1903 bajo la dirección de Arturo Fábrega, de acuerdo al sistema preconizado por el ingeniero José Eugenio Ribera. El objeto principal de dicho sistema era evitar el coste y el peligro de las cimbras construyendo la armadura de los arcos con elementos que tuvieran estabilidad y rigidez propia. Aunque como se puede apreciar en la fotografía de la izquierda, finalmente fue necesario instalar una cimbra rígida para soportar la tabla de hormigón que se extendió a todo el ancho de la estructura. La inauguración de la obra se hizo tras las pruebas de resistencia a mediados de 1903, convirtiéndose en uno de los primeros puentes de hormigón armado construidos en España y también, en el primer puente español en emplear el sistema de armadura rígida portante como soporte del encofrado. 
Hasta ese momento la vía de acceso natural al pueblo de Golbardo era a través del paraje conocido como El Tucial, también perteneciente al pueblo de Golbardo.
El diecinueve de abril de 2002 fue declarado bien de interés cultural, con la categoría de monumento por la originalidad de la construcción en cuanto a su tipología, material utilizado y sistema constructivo, que consiste en utilizar viguetas metálicas sobre las que suspender los encofrados metálicos.
Actualmente mantiene intacta su morfología original y se encuentra abierto al tráfico rodado conectando el pueblo de Golbardo con la carretera N-634. Tras la construcción y puesta en servicio del nuevo puente de Golbardo, el puente original quedará preparado para uso peatonal.

## Estructura
El puente está formado por dos arcos escarzanos gemelos de hormigón armado de 30 metros de luz y directriz circular, que sirven de apoyo a 21 montantes del mismo material distribuidos a una distancia de metro y medio. Estos tienen la finalidad de sustentar el tablero superior de 3,9 metros de ancho, formado a partir de viguetas que vuelan sobre los arcos. La plataforma se apoya en dos estribos de piedra; uno de ellos artificial y procedente de otro puente anterior, y el otro una roca prominente que sirve de apoyo natural.  

## Entorno
El puente se encuentra en el curso medio del río Saja, donde la terraza fluvial apenas sobrepasa los doscientos metros de anchura. La construcción marca el límite inferior del coto Caranceja, un coto de pesca de trucha, que se extiende curso arriba hasta la confluencia del arroyo del Rey y el Saja. Este coto es uno de los más valorados tanto a nivel regional como nacional por el tamaño de las truchas (quizás las más grandes de los ríos cántabros). 
Los alrededores del viaducto pese a estar muy alterado por la acción humana, aún conserva varias especies forestales típicas del bosque de ribera, como salces, alisas, avellanos y fresnos, acompañadas de algunos robles, acacias e incluso varios plátanos de sombra plantados que se alinean a ambos lados de la carretera ya en la parte de Golbardo.
En la margen izquierda de la entrada sureste del puente se encuentra un mirador, situado en un pequeño resalte rocoso al que se accede a través de unas escaleras de piedra. Al otro lado de la carretera, destaca una placa en homenaje al ingeniero Leopoldo Bárcena y Díaz de La Guerra, natural de Barcenaciones.
Bajo la plataforma se encuentra una escala hidrométrica de construcción muy posterior que indica el nivel de agua del río.

## Nuevo puente

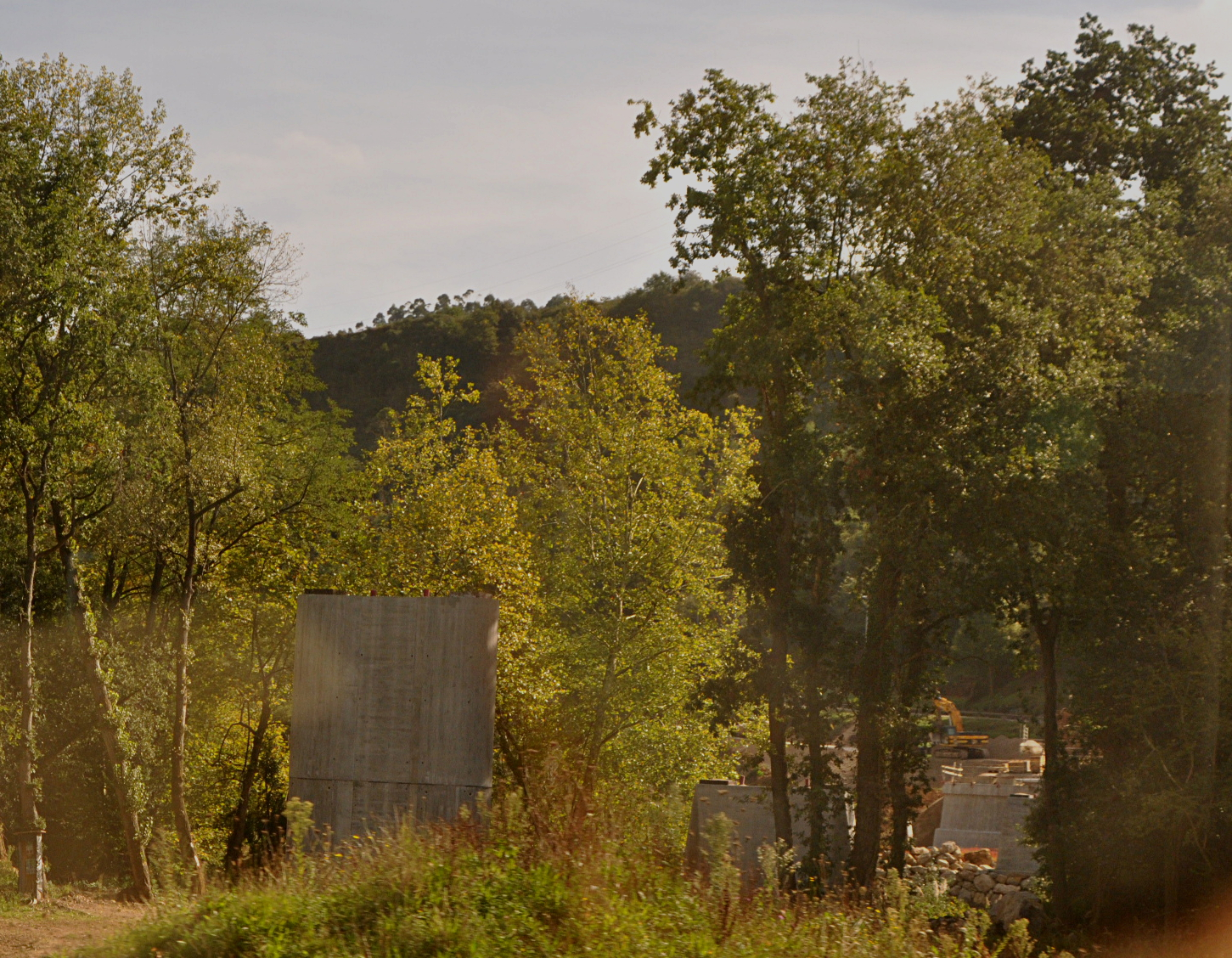
Estado de las obras del nuevo puente en otoño de 2017.

Con el objeto de mejorar el acceso a la localidad de Golbardo desde la carretera N-634, el Gobierno de Cantabria adjudicó a la empresa Arenas & Asociados, la redacción del proyecto de un nuevo puente que cruzase el río Saja a la altura de la mencionada localidad y cien metros aguas abajo del lugar donde se encuentra el puente actual. Esta nueva construcción sustituirá al actual en el servicio al tráfico rodado, manteniéndose el anterior reservado para un uso peatonal.
El proyecto del nuevo puente, cuyo coste se estima en 6,3 millones de euros, se presentó el 1 de agosto de 2014 en la localidad de Reocín.
En febrero de dos mil dieciséis, tras algunos problemas en su tramitación, la Consejería de Obras Públicas y Vivienda adjudicó a la empresa Ascan la ejecución de la obra por un valor de 3 727 161,79 €. La construcción del nuevo puente comenzó el miércoles 8 de junio de ese mismo año.  